# Heywoods Beach
Heywoods Beach är en strand i Barbados. Den ligger i parishen Saint Peter, i den nordvästra delen av landet i orten Speightstown.